# Michał Skwierawski
Michał Skwierawski (ur. 1 marca 1996) – polski piłkarz ręczny, prawoskrzydłowy, od 2019 zawodnik Azotów-Puławy.

## Kariera sportowa
Wychowanek Sokoła Kościerzyna. W latach 2012–2015 był uczniem i zawodnikiem SMS-u Gdańsk, w którego barwach rozegrał w I lidze 29 meczów i zdobył 38 goli. Następnie powrócił do Sokoła Kościerzyna i w sezonie 2015/2016 wystąpił w 19 spotkaniach I ligi, w których rzucił 59 bramek.
W 2016 przeszedł do Wybrzeża Gdańsk. W Superlidze zadebiutował 10 września 2016 w przegranym spotkaniu z Vive Kielce (19:31), w którym zdobył dwa gole. Sezon 2016/2017 zakończył z dorobkiem 21 meczów i 29 bramek na koncie. Sezon 2017/2018 rozpoczął jako zawodnik Wybrzeża Gdańsk (trzy spotkania i jeden gol w Superlidze), lecz w jego trakcie odszedł na zasadzie wypożyczenia do Pomezanii Malbork, w której barwach rozegrał w I lidze 22 mecze i rzucił 59 bramek.
W styczniu 2019 został zawodnikiem Arki Gdynia. W sezonie 2018/2019, w którym jego zespół spadł do I ligi, rozegrał w Superlidze 22 mecze i rzucił 46 bramek. W lipcu 2019 przeszedł do Azotów-Puławy, z którymi podpisał czteroletni kontrakt.
W latach 2012–2013 grał w reprezentacji Polski juniorów młodszych. Później powoływany był przez trenera Rafała Kuptela do kadry juniorów i młodzieżowców. W grudniu 2016 wraz z reprezentacją młodzieżową uczestniczył w turnieju towarzyskim o Puchar Miasta Pragi, w którym rozegrał trzy mecze i zdobył siedem goli.

## Statystyki
| SMS Gdańsk                      | 2013/2014 | I liga        | 7  | 10 | 1,4 |
| SMS Gdańsk                      | 2014/2015 | I liga        | 22 | 28 | 1,3 |
| SMS Gdańsk                      | Razem     | Razem         | 29 | 38 | 1,3 |
| Sokół Kościerzyna               | 2015/2016 | I liga        | 19 | 59 | 3,1 |
|                                 |           |               |    |    |     |
| Wybrzeże Gdańsk                 | 2016/2017 | Superliga     | 21 | 29 | 1,4 |
| Wybrzeże Gdańsk                 | 2017/2018 | Superliga     | 3  | 1  | 0,3 |
| Wybrzeże Gdańsk                 | Razem     | Razem         | 24 | 30 | 1,3 |
| Pomezania Malbork               | 2017/2018 | I liga        | 22 | 59 | 2,7 |
|                                 |           |               |    |    |     |
| Arka Gdynia                     | 2018/2019 | Superliga     | 22 | 46 | 2,1 |
| Stan na koniec sezonu 2018/2019 |           |               |    |    |     |
| TSV Dachau 65                   | 2020      | Bezirksklasse | 1  | 7  | 7   |
|                                 |           |               |    |    |     |